# Kościół św. Stanisława Biskupa w Żelechowie
Kościół św. Stanisława Biskupa – katolicki kościół filialny, znajdujący się w Żelechowie. 
Świątynia wzniesiona została w 1648 roku i zastąpiła wcześniejszy, istniejący prawdopodobnie już w XIII wieku, pierwotnie rzymskokatolicki kościół, który w okresie reformacji przeszedł w ręce protestantów. Obecny kościół zbudowano w konstrukcji ryglowej, wypełnionej gliną i sieczką, a na początku XIX wieku dobudowano do niego zakrystię od strony północnej i kruchtę od strony południowej. Po II wojnie światowej obiekt powrócił w ręce kościoła rzymskokatolickiego, a w następnych latach przeszedł kilka remontów, w tym wymianę konstrukcji z gliniano-trzcinowej na ceglaną. 
Kościół posiada salową bryłę na rzucie wydłużonego prostokąta, z trójbocznie zamkniętym prezbiterium oraz drewnianą wieżą, zwieńczoną hełmem iglicowym. Wnętrze kościoła charakteryzuje się renesansowym ołtarzem oraz drewnianym stropem belkowym. Kościół w Żelechowie jest przykładem tradycyjnej architektury, z elementami konstrukcyjnymi i dekoracyjnymi typowymi dla regionu. Obiekt objęty jest ochroną prawną poprzez wpis do rejestru zabytków nieruchomych województwa lubuskiego.
Kościół św. Stanisława Biskupa pełni rolę kościoła filialnego dla rzymskokatolickiej parafii pw. św. Jana Chrzciciela w Łagowie.

## Historia
Pierwsza świątynia w Żelechowie, pierwotnie rzymskokatolicka, mogła istnieć już w XIII wieku. W 1421 roku wieś została objęta jurysdykcją zakonu joannitów z Łagowa. W okresie reformacji kościół przeszedł w ręce protestantów.
Obecnie istniejący kościół został wzniesiony w 1648 roku. Świątynię wykonano w konstrukcji ryglowej wypełnioną gliną i sieczką. Najprawdopodobniej na początku XIX wieku od północy dobudowano lub rozbudowano zakrystię, natomiast od strony południowej dobudowano kruchtę. 
Po II wojnie światowej obiekt był kilkukrotnie remontowany. Na początku lat 60. XX wieku wymieniono konstrukcję szkieletową z gliniano-trzcinowej na ceglaną, pod koniec lat 70. XX wieku wylano lastriko jako posadzkę, natomiast w 1994 roku wymieniono pokrycie dachu z dachówki ceramicznej na analogiczną oraz iglicy, gdzie pierwotny łupek został zastąpiony blachą cynkową. Powojenne remonty objęły także stropy w zakrystii. 

## Architektura

### Bryła, materiał, konstrukcja oraz architektura zewnętrzna
Kościół w Żelechowie to budowla salowa, wzniesiona na rzucie wydłużonego prostokąta, z trójbocznym zamknięciem od strony wschodniej. Po stronie zachodniej nad korpusem kościoła znajduje się drewniana, czworoboczna wieża osadzona w kalenicy dachu i zwieńczona sześciobocznym hełmem iglicowym pokrytym blachą cynkową ułożoną z romboidalnych płytek. Świątynia z wyjątkiem wieży posiada konstrukcję szkieletową (słupowo-ryglową), gdzie pola szkieletu wypełnione są cegłą i otynkowane. Połączenia elementów drewnianych zostały wykonane metodą czopowania oraz przy użyciu drewnianych kołków. Ściany kościoła opierają się na fundamentach z kamienia polnego, łupanego, posadowionych na głębokości 50–60 cm. Korpus kościoła zamknięty jest dachem wielospadowym, krytym dachówką ceramiczną karpiówką, układaną w podwójną rybią łuskę. 

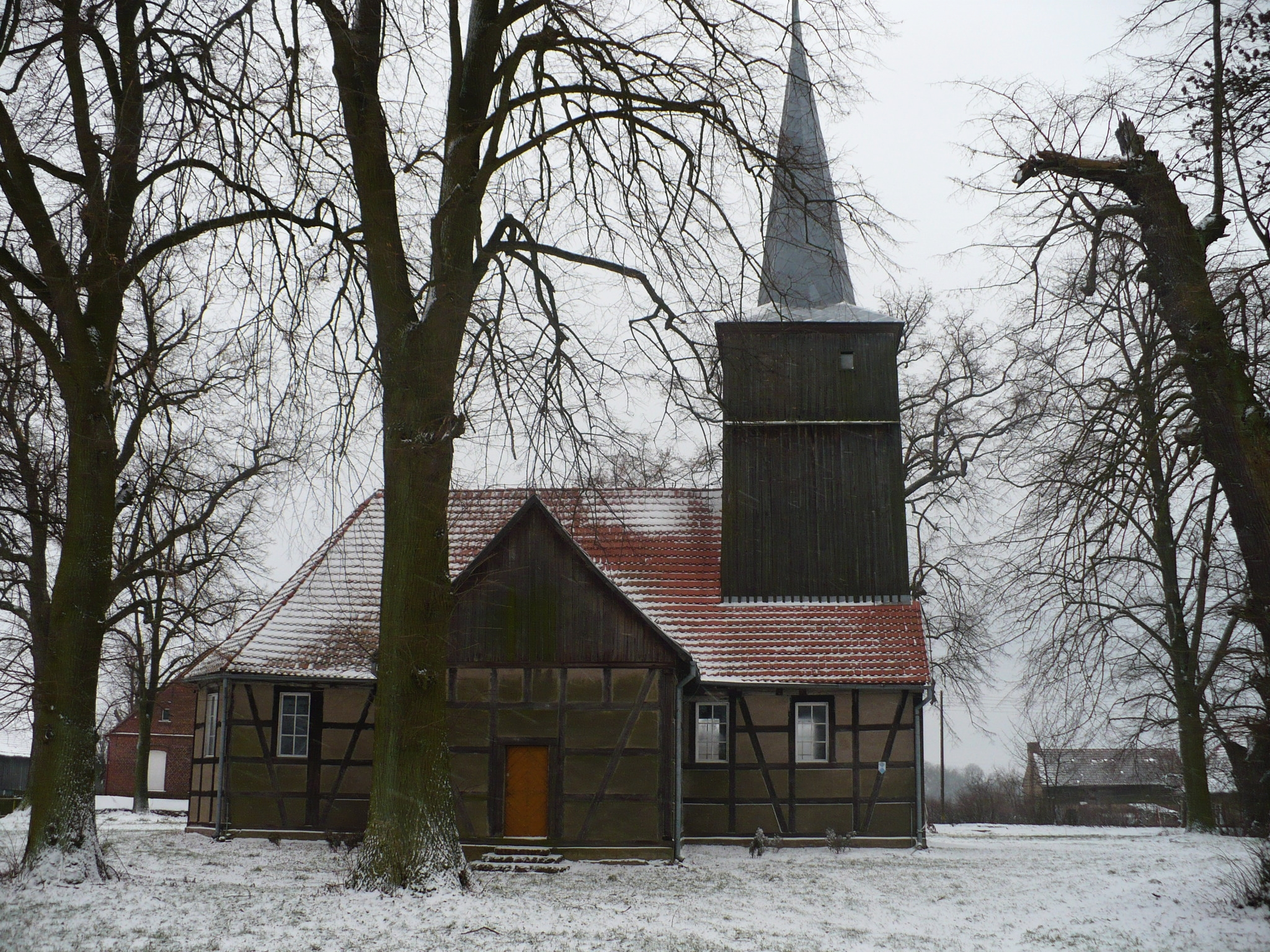
Kościół od strony północnej

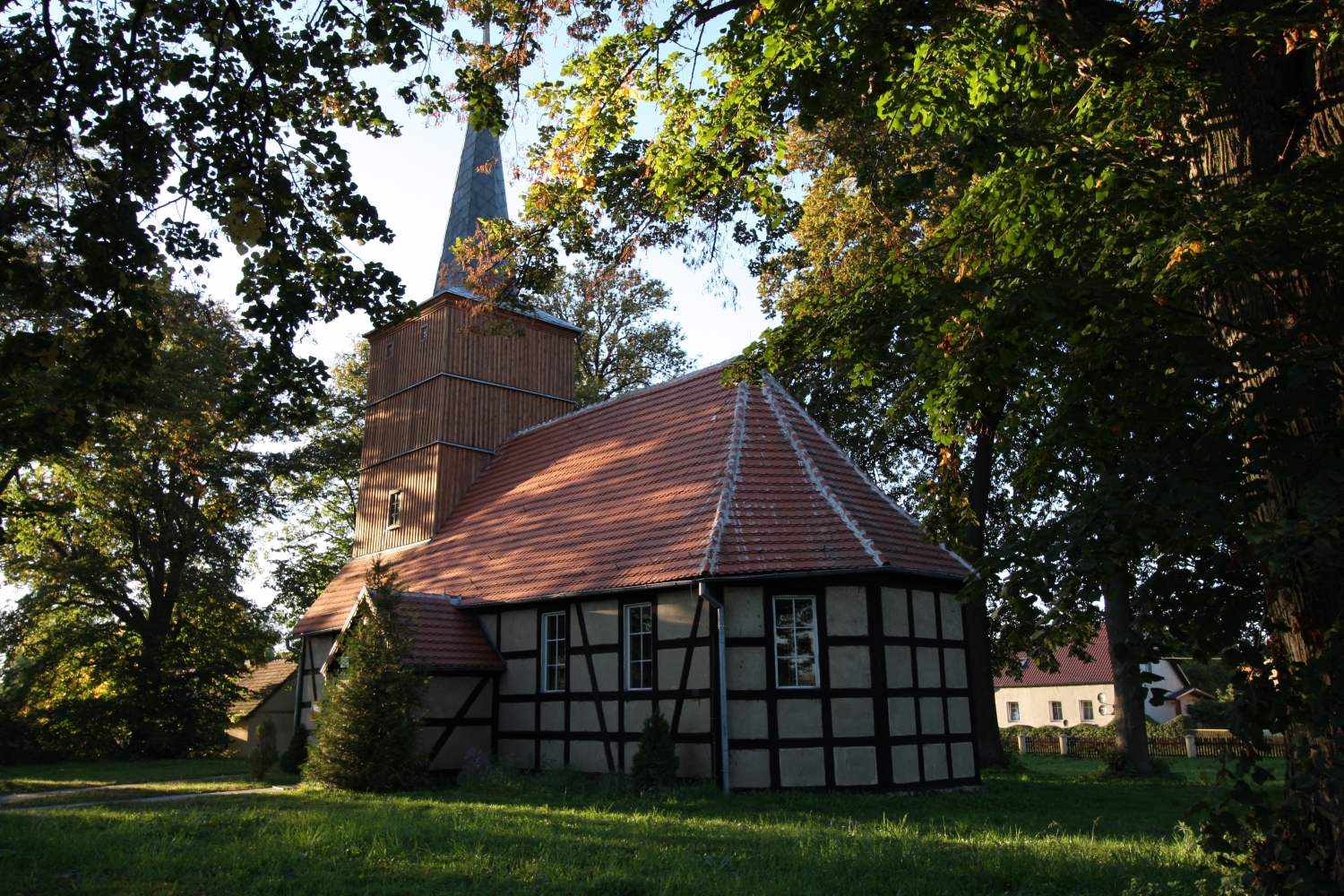
Kościół od strony południowo-wschodniej

Po stronie północnej znajduje się prostokątne pomieszczenie równe wysokości nawy, wewnątrz którego zlokalizowana jest zakrystia (w przyziemiu) i salka katechetyczna (na piętrze). Pomieszczenie jest zamknięte dachem dwuspadowym, a szczyt oszalowany deskami. Drzwi prowadzące do zakrystii i salki katechetycznej znajdują się w przyziemiu, na osi środkowej. Główne wejście do kościoła prowadzi przez kruchtę, również zamkniętą dachem dwuspadowym, zlokalizowaną po stronie południowej. Szczyt kruchty - podobnie jak zakrystii - oszalowany jest deskami, które wraz z oczepem zdobione są snycerskimi ornamentami w formie tzw. fartuszków lub koronek. Ozdobną formę nadano również wystającemu zakończeniu belki oczepu kruchty. Dachy obydwu pomieszczeń, identycznie jak nawy kościoła, kryte są dachówką ceramiczną karpiówką.
W korpusie kościoła (od strony południowej, północnej i wschodniej) zlokalizowane są prostokątne sześciokwaterowe okna doświetlające wnętrze. Nieco inne są okna w ścianach bocznych zakrystii (mniejsze, podwójne, dwuskrzydłowe, sześciokwaterowe umieszczone w drewnianej ramie) oraz jedno okno na południowej elewacji wieży (małe, prostokątne). 
Wśród wszystkich elewacji najbardziej wyróżnia się zachodnia, na której znajduje się wieża kościelna. Elewacja ta, od podmurówki aż po oczep i profilowany gzyms, jest w całości oszalowana. Gzyms oddziela poziom ścian od dachu, a poniżej widoczne są zakończenia belkowania. W przyziemiu, na osi środkowej, zlokalizowane jest wejście prowadzące do wieży i dalej do wnętrza budynku. Drzwi są dwuskrzydłowe, ramowo-płycinowe, z płycinami wypełnionymi listewkami ułożonymi w jodełkę, wyposażone w prostą listwę przymykową. Pozostałe elewacje, wykonane w technologii szkieletowej, składają się z pionowych elementów konstrukcyjnych – słupów, poziomych – rygli oraz, w przypadku elewacji południowej i północnej, skośnych zastrzałów.

### Architektura wewnętrzna i wyposażenie
Salowe wnętrze otoczone jest emporami zlokalizowanymi przy ścianie zachodniej oraz częściowo przy ścianach północnej i południowej. Empory wsparte są na sześciu prostych słupach, połączonych z balkonami za pomocą mieczy. Posadzka wykonana jest z kwadratowych płytek lastrikowych. Wnętrze kościoła przykryte jest drewnianym stropem belkowym. Przy ścianie wschodniej znajduje się renesansowy ołtarz o charakterze ludowym. Wnętrze oświetlają trzy wiszące, wieloramienne żyrandole.